# اتحادیه کولیا
اتحادیه کولیا (به لاتین: Kulia Union) یک منطقهٔ مسکونی در بنگلادش است که در Debhata Upazila واقع شده‌است.